# Vernoy (Yonne)
Vernoy è un comune francese di 211 abitanti situato nel dipartimento della Yonne nella regione della Borgogna-Franca Contea.

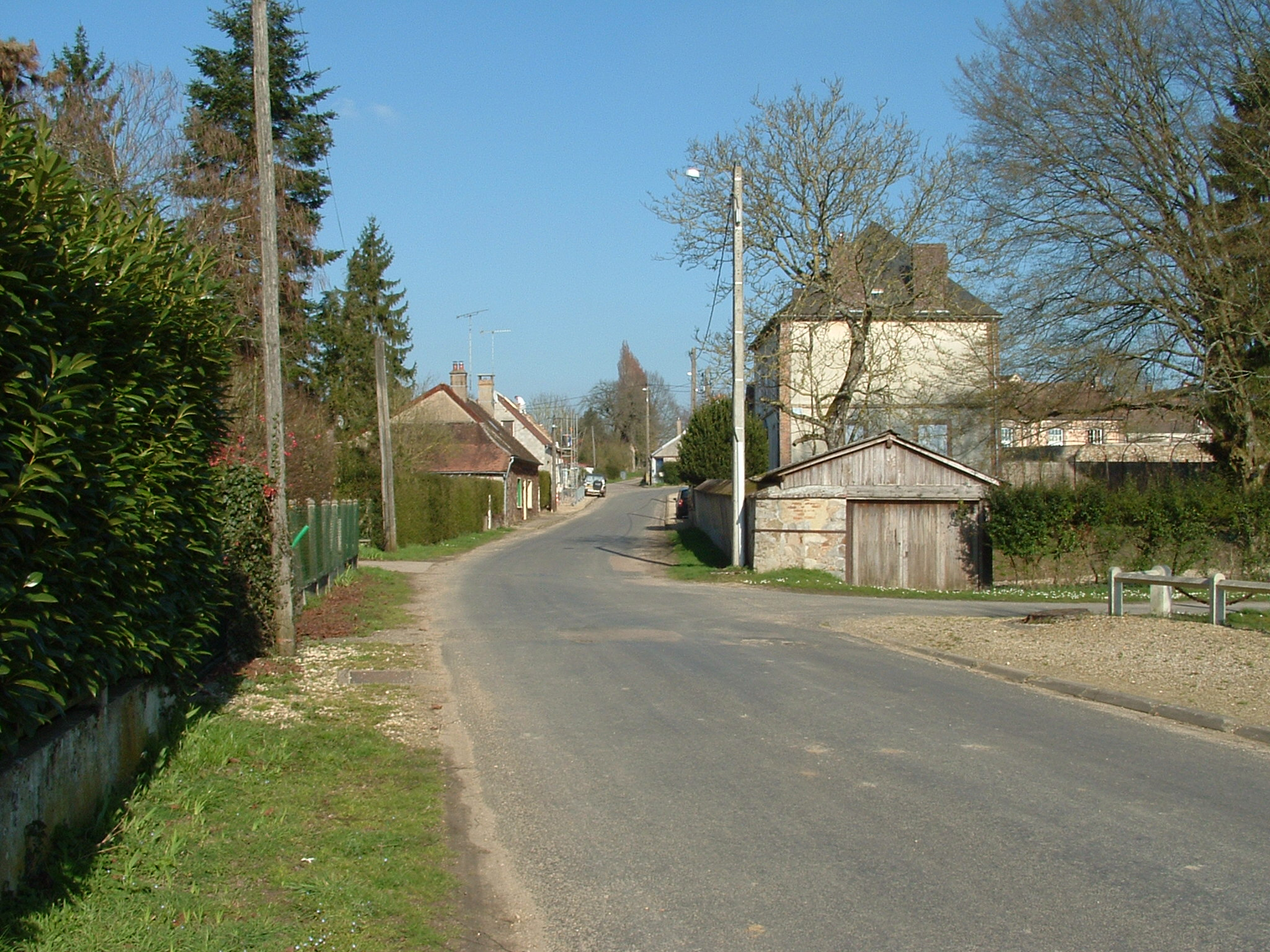
Una fotografia di Vernoy

## Società

### Evoluzione demografica
Abitanti censiti